# 七ふく製薬
七ふく製薬株式会社（ひちふくせいやく）は、大阪市中央区高津（こうづ）に本社を置く製薬会社である。創業から2015年まで便秘薬「七ふく」を製造販売して来たが、小林製薬にブランドを譲渡し、製薬から撤退した。
「七ふく」は「しちふく」と読まれることが多いが、京阪式圏では「七」を「ひち」と発音することから当社名の読みは「ひちふく」が正しい。

## 和漢薬「七ふく」の誕生と沿革
5代将軍綱吉の時代、元禄3年（1690年）。大坂・道頓堀の隣町である高津（こうづ）は、当時、高津神社の門前町として栄えていた。参道に並んだ和漢屋の主人である初代伊藤長兵衛は、漢方医から製法を習い、創製したのが「丸薬　七ふく」。当時の商品名は『毒下し薬　ひゑくすり』で、排泄をうながし、おなかの中にたまっている悪いものを排出すれば万病が治ると考えられていた。口コミで評判は高まり、万能薬として全国に広まると、同じ商品名のものが出回るようになった。そのため、〝七服分〟という意味の『七ふく』を頭につけたと言われている。現在のネーミングになったのは、明治30年代。大正、昭和と時代が移り変わるとともに、『丸薬 七ふく』は、家庭常備薬として代々受け継がれるようになった。
明治の「南の大火」や昭和の「大阪大空襲」で被災したため店はないが、現在の本社は創業と同じ場所に位置する。伝統の重みを受け継ぎ、『丸薬 七ふく』は創業当初と同じ製法でつくり続けられて来た。
しかし2014年12月、『丸薬 七ふく』の製法・ブランド及び商標を当社と同じ大阪市中央区に本社を置く大手製薬会社の小林製薬に譲渡することになった。七ふく製薬本社・工場所在地である高津地域が住宅密集地であり、工場建て替えも難しいことを理由にしている。七ふく製薬は存続するが、製薬からは撤退し、本社は再開発の予定だという。
2015年2月4日付で、『丸薬 七ふく』は小林製薬に譲渡された。3月25日、小林製薬版『丸薬 七ふく』が発売された。小林製薬は「日本の伝統薬の一つである『七ふく』の歴史をその理念・製品と共に引継ぎ守っていきます」とコメントしている。
2016年9月1日、「七ふく商事株式会社」に商号変更した。

## 製品
- 七ふく（丸薬）
- 七ふく7（糖衣錠、現在は絶版）
- 無二膏（吸いだしの軟膏、現在は絶版）

## 提供番組
すべてかつてのもの。
- 番頭はんと丁稚どん[6]
- 霊感ヤマカン第六感[7]
- ワイドサタデー[8]
- 女ひとり旅[9]
- 必殺シリーズ[10]

## CM
かつてはテレビで頻繁に放送されていたが、七ふく製薬時代の末期はABCラジオとMBSラジオで流れている程度だった。小林製薬への移管後は再びテレビCMが放映されている。小林製薬版CMには、はしのえみが出演している。

## エピソード
かつてはピンク・レディーが企業マスコットを務めており、ノベルティーもあった。七ふく製薬末期は「ぽん太」と言うキャラクターがイメージキャラクターを務めていた。